# Зеуксо
У давньогрецькій міфології Зеуксо (дав.-гр. Ζευξώ, англ. Zeuxo), була однією з океанід. Гесіод згадує її ім'я у каталозі імен океанід. (Зображення: Зеуксо наливає вино Хрісіппу. Внутрішня частина аттичного червонофігурного кілікса, бл. 490—480 рр. до н. е. Знайдено в Капуї.).  Жодних інших згадок не залишилось[джерело?].
На честь океаніди названий астероїд (438) Зеуксо (дав.-гр. Ζευξώ). Він був відкритий 8 листопада 1899 року французьким астрономом Огюстом Шарлуа в Обсерваторії Ніцци..